# 감자 짜개

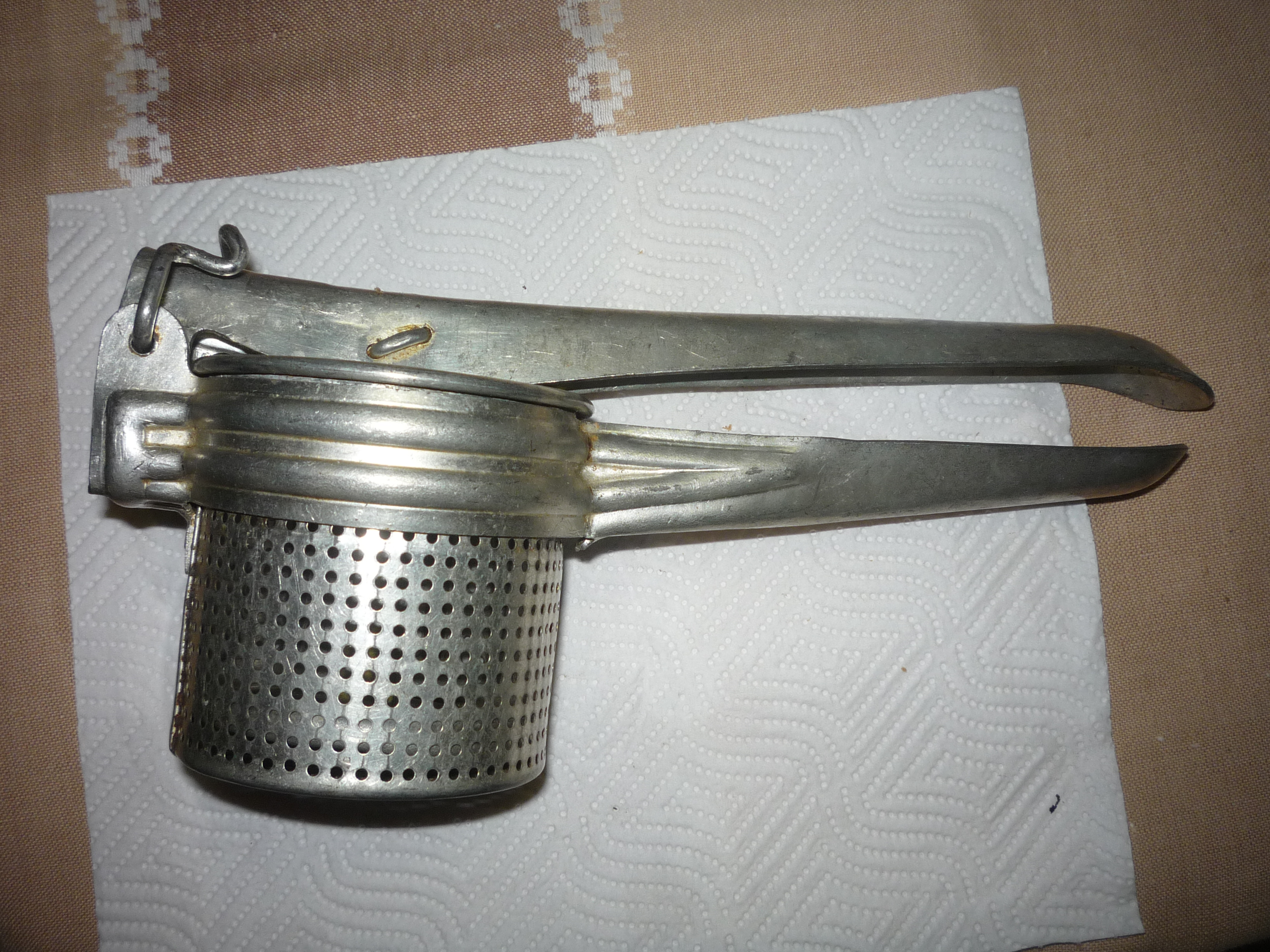
감자 짜개

감자 짜개(영어: potato ricer 포테이토 라이서[*])는 감자를 눌러 으깨는 도구이다. 마늘 짜개와 비슷하게 생겼다. 작은 구멍이 있어, 힘을 줘 누르면 감자가 으깨져 구멍으로 나온다.

## 사진

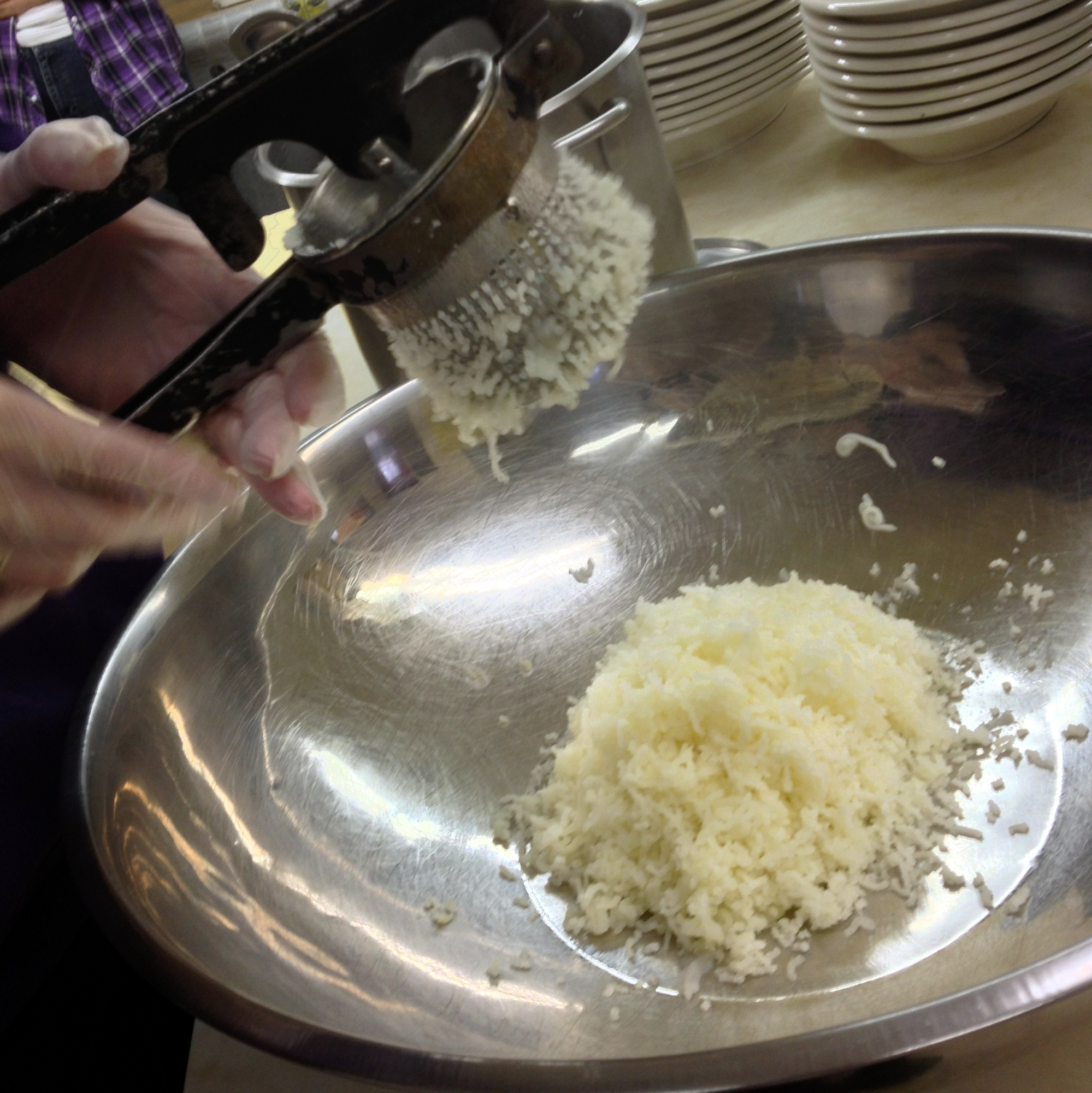
감자 짜개로 감자를 으깨는 모습

## 같이 보기
- 감자 누르개
- 레몬 짜개
- 마늘 짜개
- 으깬 감자